# Мяньян
Мянья́н (кит. трад. 綿陽, упр. 绵阳, пиньинь Miányáng) — городской округ в провинции Сычуань КНР.

## Этимология
Название означает «с солнечной стороны от горы Мяньшань»; оно появилось в 1913 году и связано с тогдашним местоположением администрации.

## История
В 1950 году в провинции Сычуань был образован Специальный район Мяньян (绵阳专区). В 1970 году он был преобразован в Округ Мяньян (绵阳地区). 8 февраля 1985 года округ был расформирован, а на его территории были образованы городские округа Мяньян, Гуанъюань и Суйнин.

## Административно-территориальное деление
Городской округ Мяньян делится на 3 района, 1 городской уезд, 4 уезда, 1 автономный уезд:
| Карта | Карта                            | Карта                            | Карта          | Карта                      | Карта            | Карта         | Карта                      |
| ----- | -------------------------------- | -------------------------------- | -------------- | -------------------------- | ---------------- | ------------- | -------------------------- |
|       |                                  |                                  |                |                            |                  |               |                            |
| #     | Статус                           | Название                         | Иероглифы      | Пиньинь                    | Население (2004) | Площадь (км²) | Плотность населения (/км²) |
| 1     | Район                            | Фучэн                            | 涪城区         | Fúchéng qū                 | 620 000          | 597           | 1 039                      |
| 2     | Район                            | Юсянь                            | 游仙区         | Yóuxiān qū                 | 510 000          | 973           | 524                        |
| 3     | Городской уезд                   | Цзянъю                           | 江油市         | Jiāngyóu shì               | 870 000          | 2 720         | 320                        |
| 4     | Уезд                             | Саньтай                          | 三台县         | Sāntái xiàn                | 1 460 000        | 2 661         | 549                        |
| 5     | Уезд                             | Яньтин                           | 盐亭县         | Yántíng xiàn               | 590 000          | 1 645         | 359                        |
| 6     | Район                            | Аньчжоу                          | 安州区         | Ānzhōu qū                  | 510 000          | 1 404         | 363                        |
| 7     | Уезд                             | Цзытун                           | 梓潼县         | Zǐtóng xiàn                | 380 000          | 1 438         | 264                        |
| 8     | Уезд                             | Пинъу                            | 平武县         | Píngwǔ xiàn                | 190 000          | 5 974         | 32                         |
| 9     | Бэйчуань-Цянский автономный уезд | Бэйчуань-Цянский автономный уезд | 北川羌族自治县 | Běichuān Qiāngzú zìzhìxiàn | 160 000          | 2 869         | 56                         |

## Экономика
Мяньян является крупным центром электронной промышленности. В 1992 году в округе создана Mianyang Hi-Tech Industrial Development Zone, в которой сконцентрированы предприятия, производящие электронику, программное обеспечение, фармацевтическую и биотехнологическую продукцию, новые материалы, автомобили и комплектующие, беспилотные летательные аппараты.
Среди крупнейших предприятий — пищевой комбинат компании New Hope Liuhe, которая входит в состав конгломерата New Hope Group (корма для животных, мясо и мясные продукты), заводы бытовой техники и электроники Sichuan Changhong Electric, Sichuan Changhong Electronics Holding, Jiuzhou Electric Group и BOE Optoelectronics Technology, химические заводы Lier Chemical и Sichuan EM Technology, фармацевтическая фабрика Sichuan DND Pharmaceutical, металлургический завод Changcheng Special Steel Company (подразделение группы Panzhihua Iron and Steel), завод литиевых аккумуляторов Sichuan Changhong New Energy Technology, завод автомобильных комплектующих Mianyang Fulin Precision, завод горнодобывающего оборудования Sichuan Mining Machinery Group, цементный завод Shuangma Cement Group.
На территории округа компания PetroChina ведёт добычу нефти и газа.

### Розничная торговля
В Мяньяне работают сетевые магазины международных корпораций — супермаркеты Walmart и универмаги Parkson.

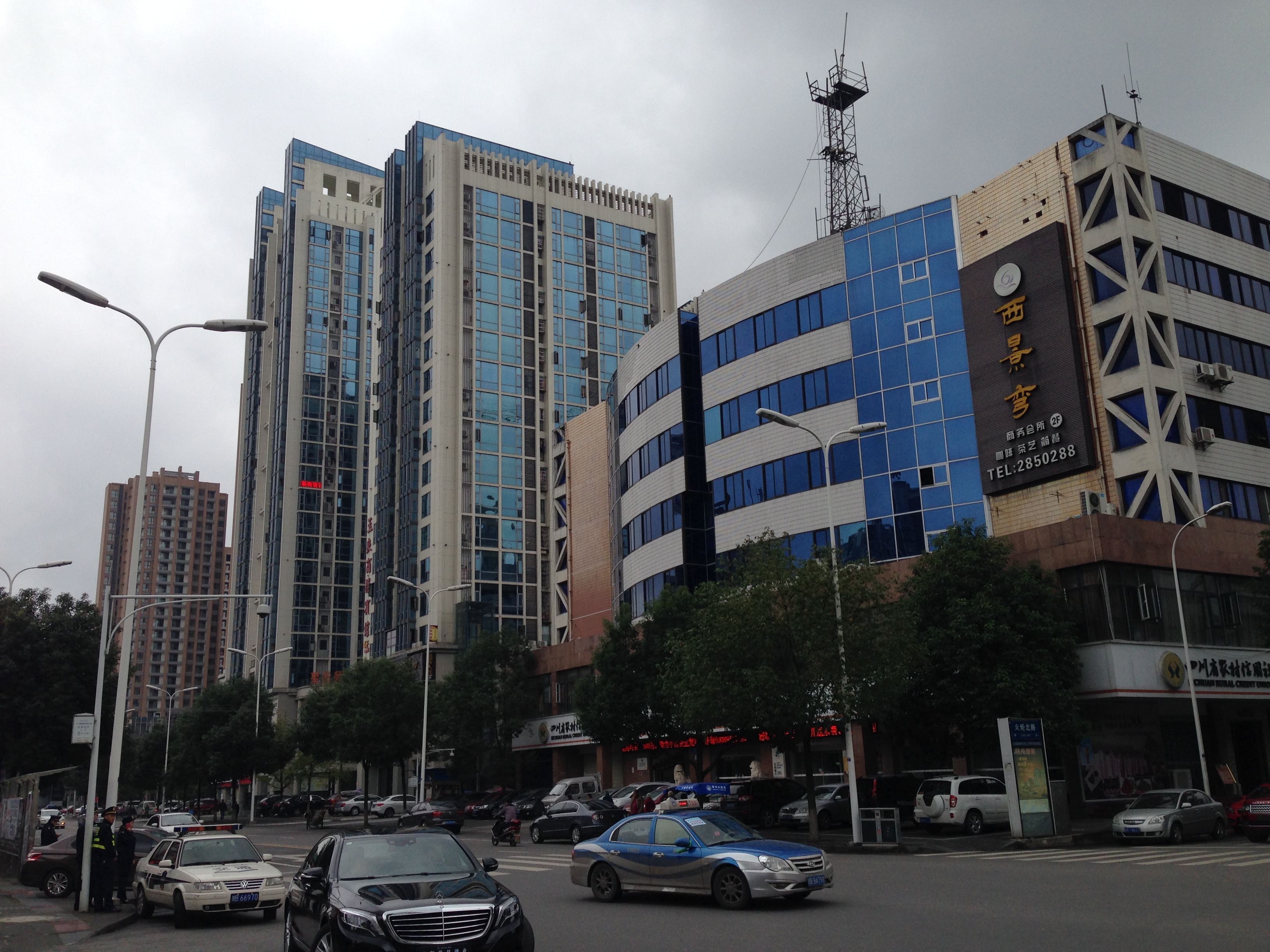
Деловой центр города
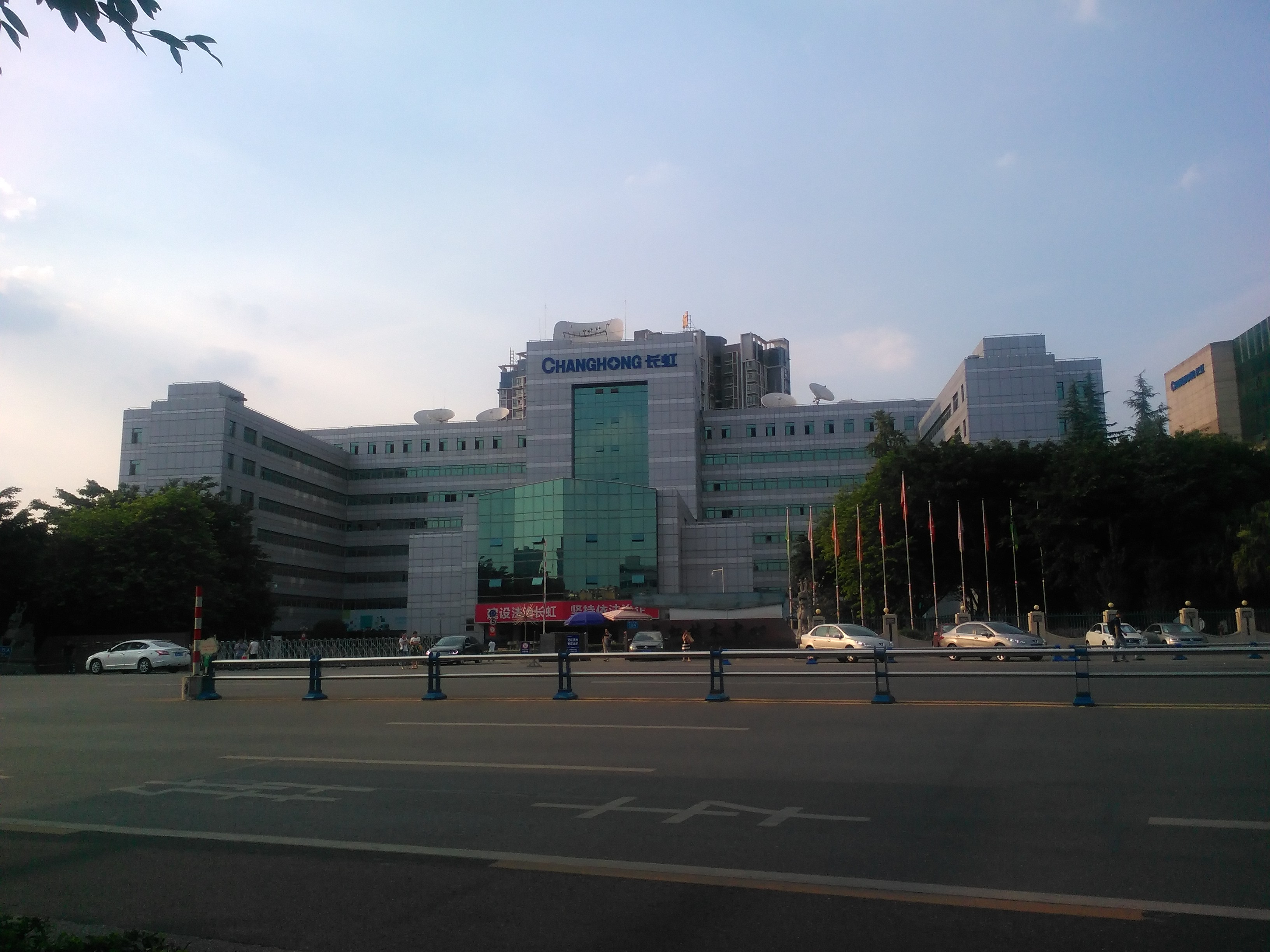
Штаб-квартира Changhong Electric
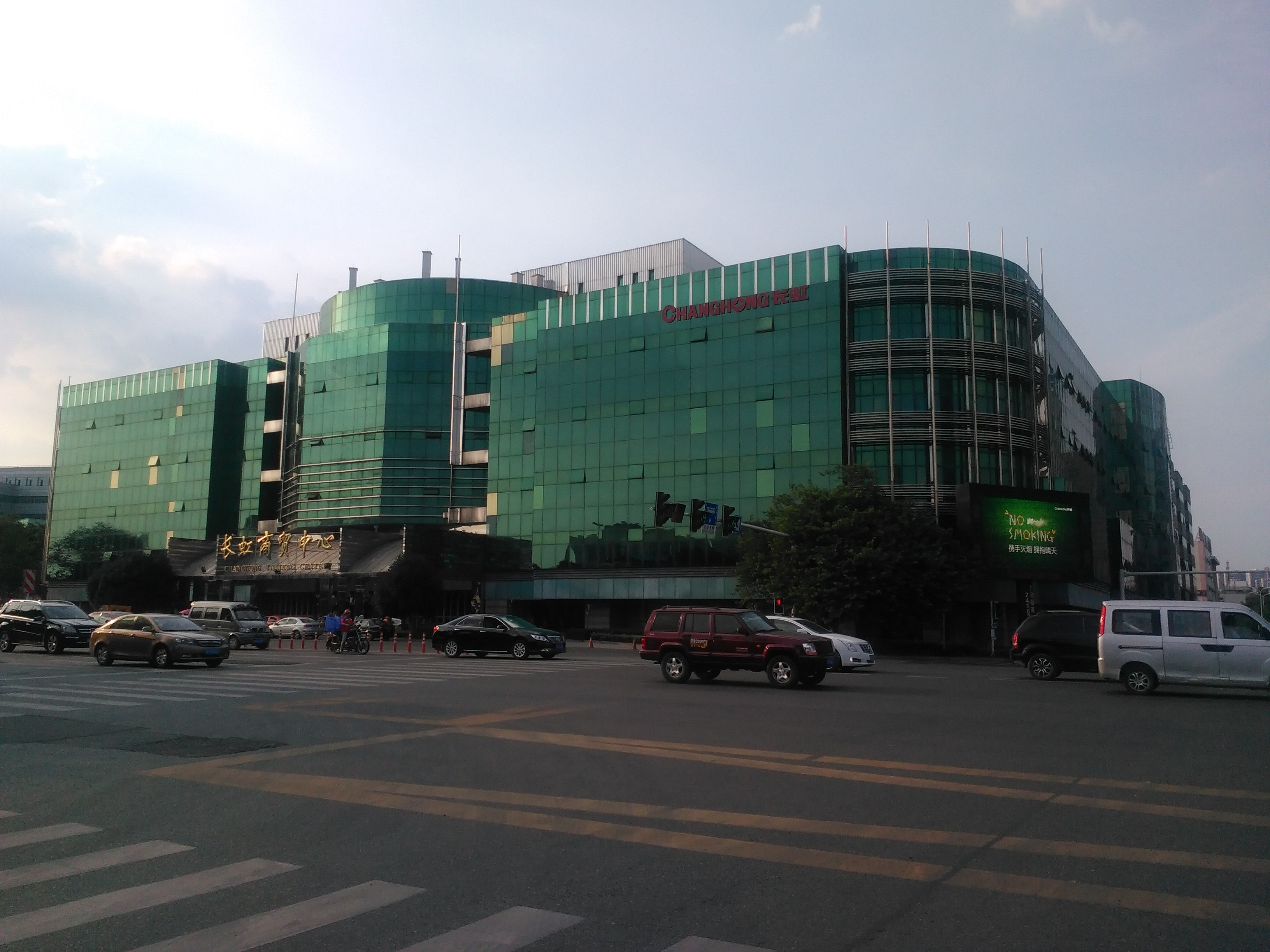
Торговый центр Changhong
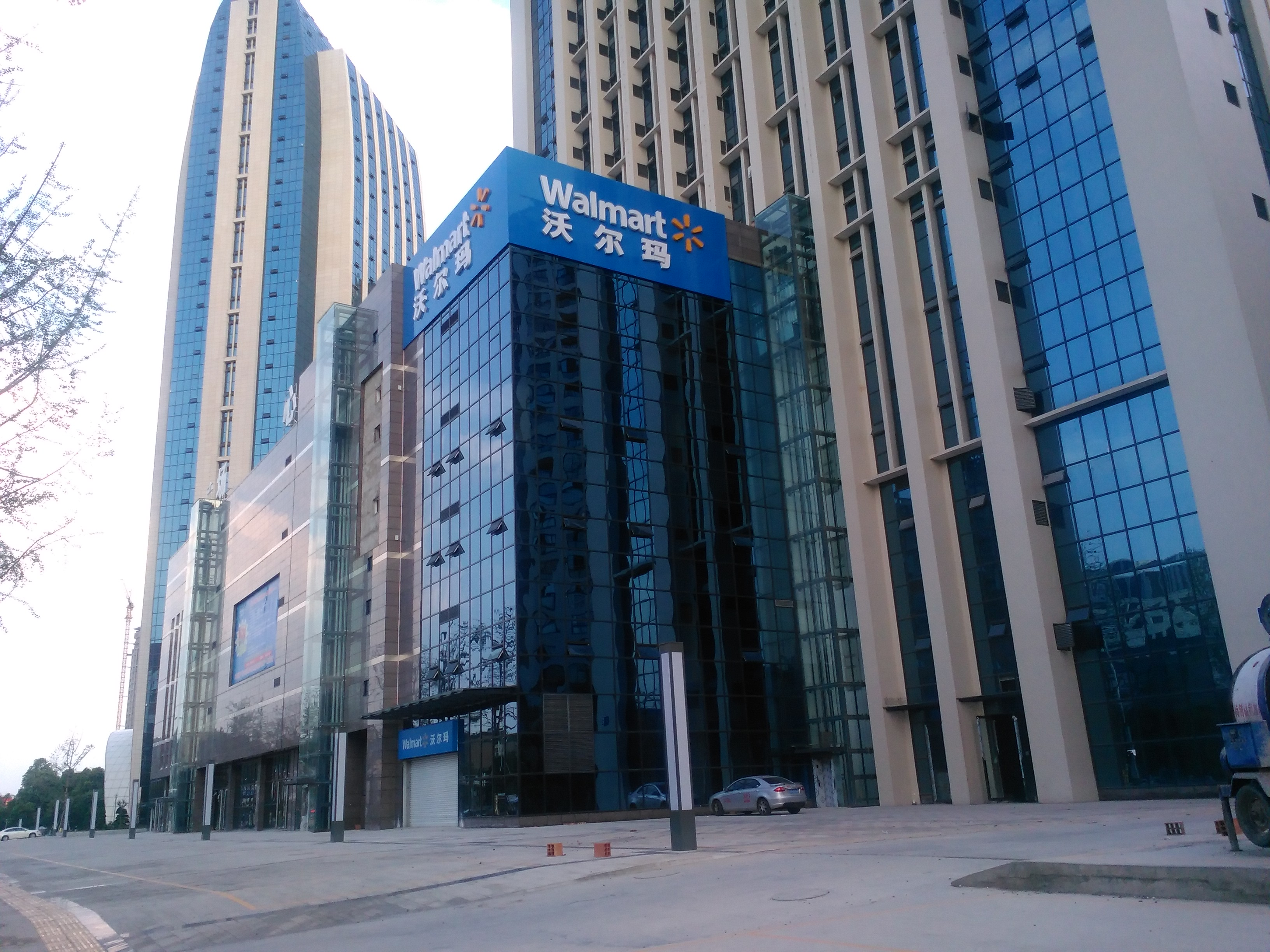
Супермаркет Walmart
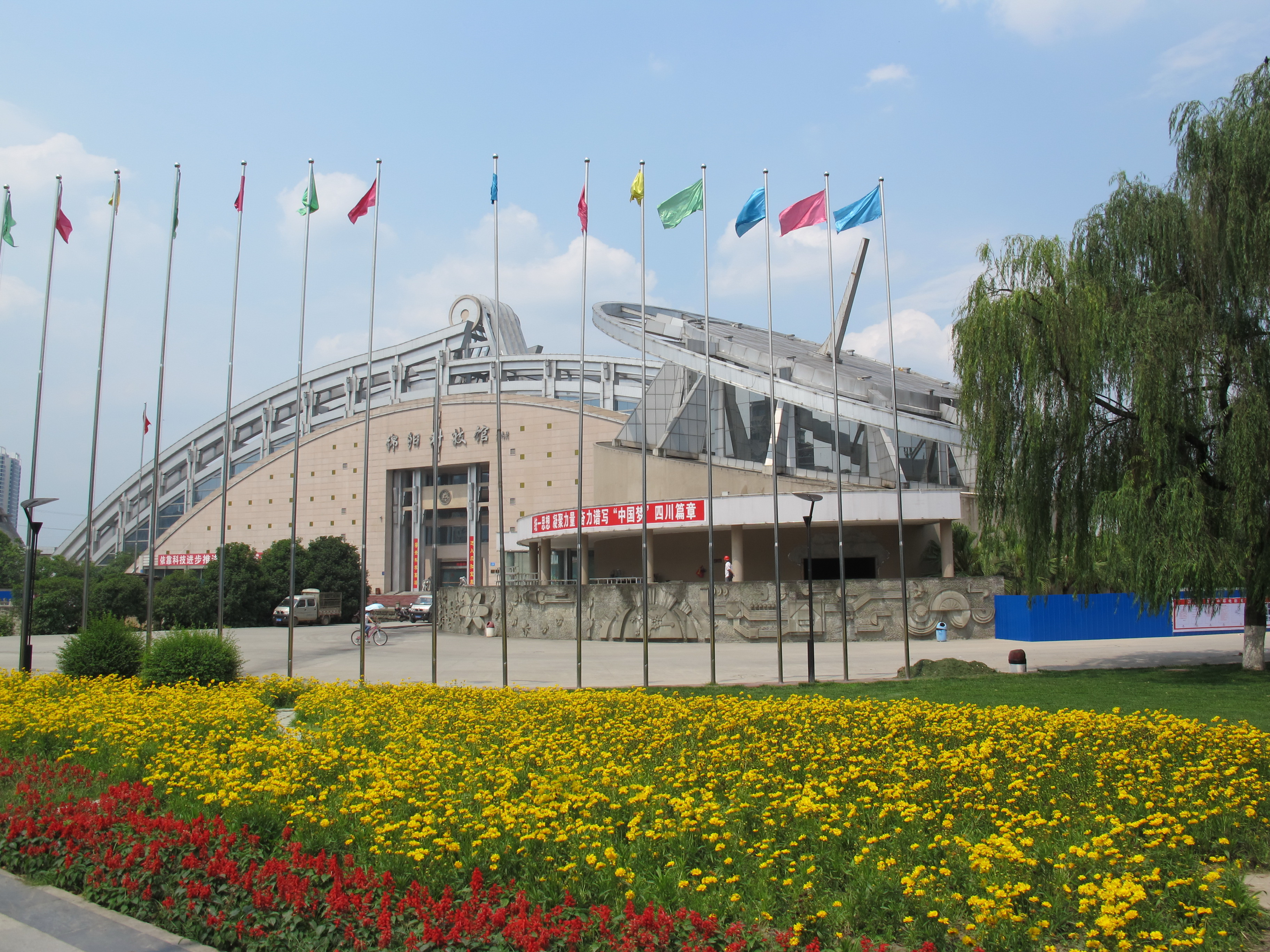
Музей науки и техники

## Транспорт

### Железнодорожный

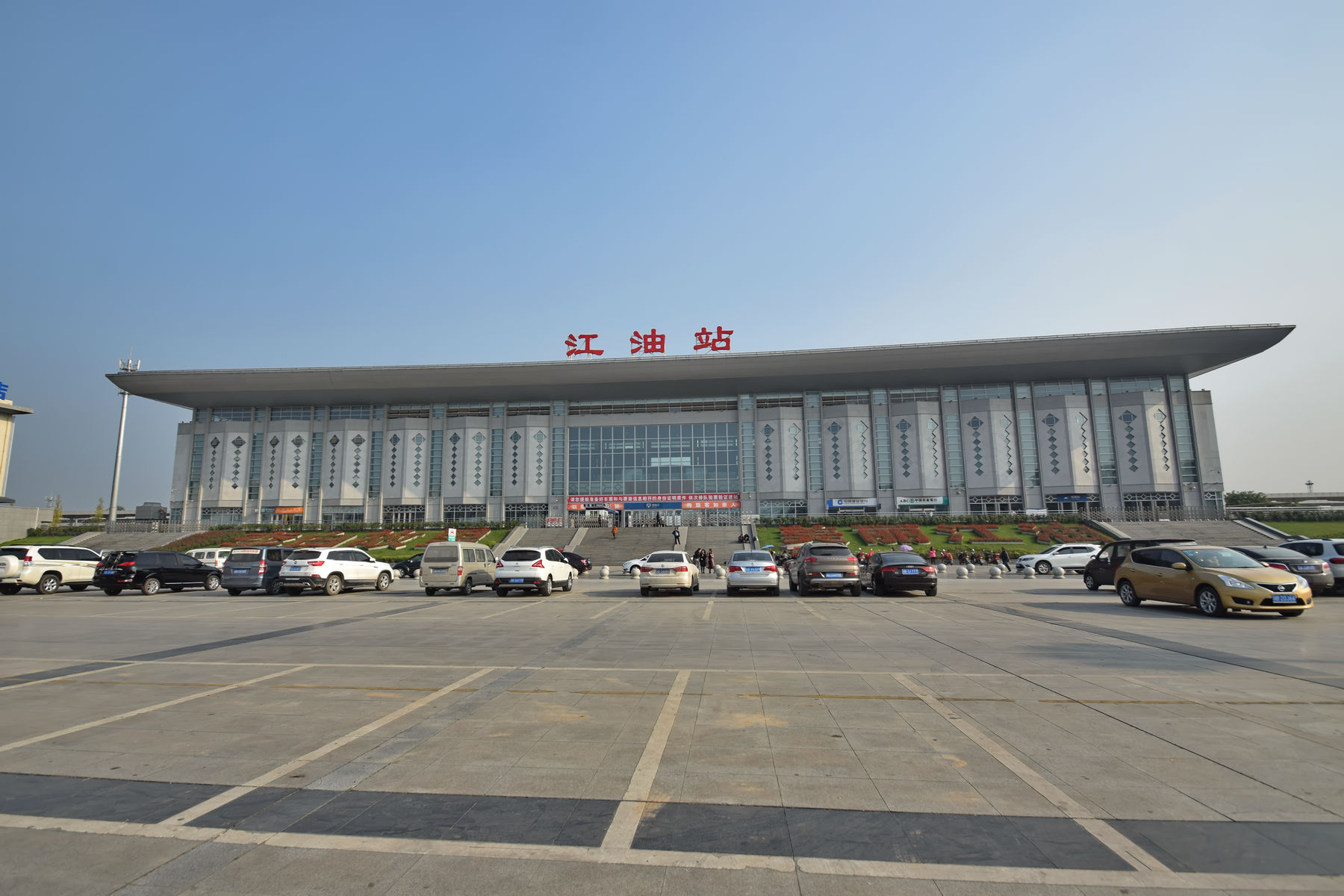
Вокзал Цзянъю

Мяньян обслуживают следующие железнодорожные линии:
- Высокоскоростная железная дорога Сиань — Чэнду
- Межгородская железная дорога Чэнду — Мяньян — Лэшань
- Железная дорога Баоцзи — Чэнду

Важное значение имеют грузовые перевозки из Мяньяна в Западную Азию и Восточную Европу.

### Авиационный
Международный аэропорт Мяньян-Наньцзяо расположен в районе Фучэн. В 2021 году он обслужил почти 3 млн пассажиров и более 7,3 тыс. тонн грузов.

### Автомобильный
Через Мяньян проходят скоростная дорога Пекин — Куньмин (G5) и Кольцевая скоростная автомагистраль Чэнъюй (G93).

## Наука и образование
В округе базируются Китайская академия инженерной физики, которая разрабатывает и производит ядерное и лазерное оружие, а также Китайский исследовательский центр аэродинамики и Научно-исследовательский институт экономики малых высот.
Среди ведущих образовательных учреждений:
- Юго-Западный университет науки и технологий
- Мяньянский педагогический университет
- Колледж Тяньфу Юго-Западного университета финансов и экономики
- Мяньянский лётный колледж Лётного университета гражданской авиации Китая

## Города-побратимы
- Обнинск
- Новосибирск
- Псков